# Humberto de Romans
Humberto de Romans (nacido en Romans alrededor de 1200 y fallecido en Valence en 1277) fue un sacerdote dominico francés, maestro general de su Orden desde 1254 hasta 1263.

## Biografía
Realizó sus estudios en la universidad de París desde 1215. Luego se hizo dominico en 1224. Luego fue trasladado a Lyon para estudiar teología (1226). Allí mismo fue prior desde 1236 hasta 1239. Ese año fue nombrado padre provincial para la provincia de Roma, cargo que mantuvo hasta 1242. En 1244 fue provincial de Francia.
En 1254 fue elegido maestro general en el capítulo celebrado en Budapest. Presidió capítulos en Buda, Milán, París, Florencia, Tolosa, Valenciennes (donde se aprobó una variante de las Constituciones que fuera aplicable a la dominicas), Estrasburgo, Barcelona, Bolonia y Londres. Le tocó también sostener la disputa con los mendicantes de 1252-56 por el lugar que estos debían ocupar en la universidad. En 1263 dejó el cargo y se dedicó a escribir.

## Obras
Durante su generalato se redactó una nueva edición de las Constituciones de la Orden de predicadores y Humberto elaboró comentarios de esta así como de la Regla de san Agustín. Este texto es conocido como De vita regulari. Asimismo preparó un ritual unificado de la Orden llamado Ecclesiasticum Officium (1254-1261).
También escribió una obra de apoyo para los predicadores, De eruditione praedicatorum y contribuyó a la labor realizada por el Concilio de Lyon (1274) por medio de su obra Opus tripartitum.